# Taokas
I Taokas (caratteri cinesi: 道卡斯族) sono un popolo di aborigeni taiwanesi che risiedeva, un tempo, nelle pianure occidentali dell'isola di Taiwan.
Ai giorni nostri, essi abitano nelle aree intorno alla regione di Hsinchu, in particolar modo nelle contee di Taichung e Miaoli. Storicamente, diversi gruppi taokas sono stati collegati alle rivolte accadute a Taiwan durante la dominazione Qing (1683-1895), tuttavia quest'etnia non si è sempre opposta ai cinesi Han, in quanto le tribù taokas aiutarono i cinesi a costruire il Tempio Ta-Chia dedicato alla dea Mazu.
In epoca contemporanea, solo un ristretto gruppo di persone che risiede nella città centrale di Puli si identifica come etnia Taokas.